# Apio Annio Atilio Bradua
Apio Annio Atilio Bradua (en latín: Appius Annius Atilius Bradua) fue un senador romano que vivió en el siglo II, y desarrolló su cursus honorum durante los reinados de los emperadores Antonino Pío, y Marco Aurelio. Fue cónsul ordinario en 160 junto a Tito Clodio Vibio Varo.

## Orígenes y familia
Annio Bradua fue miembro de la gens Annia que poseía rango patricio, dentro de la venerable familia de los Annii Regilli, cuyo significado es 'Pequeña Reina'.
Su padre fue Apio Annio Trebonio Galo, distinguido senador y cónsul sufecto circa 139, y su madre fue Atilia Caucidia Tértula. Su hermana, Apia Annia Regila, también conocida como Aspasia Annia Regila, se casó con el destacado retórico y político griego Herodes Ático.
Los abuelos paternos de Annio Bradua fueron el senador y cónsul ordinario del año 108, Apio Annio Trebonio Galo y su esposa anónima, mientras que sus abuelos maternos fueron el senador, gobernador y también cónsul ordinario en 108, Marco Atilio Metilio Bradua y Caucidia Tértula. El hermano de su madre era Marco Atilio Metilio Bradua Caucidio Tértulo Baso. Su tío sirvió como procónsul de la provincia de África bajo el emperador Antonino Pío. Y como ya se ha mencionado, sus abuelos eran colegas consulares en el año 108.
A través de su abuelo paterno, Annio Bradua estaba relacionado con el senador Marco Annio Vero, quien era cuñado del emperador Adriano y padre de la esposa de Antonino Pío, Faustina la Mayor, quien era, a su vez, la madre de la Emperatriz Faustina la Menor tía de Marco Aurelio.

## Carrera
En el año 160, Annio Bradua sirvió como cónsul ordinario junto a Tito Clodio Vibio Varo, durante ese tiempo, su hermana, embarazada de ocho meses de su sexto hijo, fue asesinada a patadas en el abdomen por un liberto de Herodes Ático llamado Alcimedonte. Annio Bradua presentó cargos en Roma contra su cuñado, alegando que él había sido responsable de su muerte; sin embargo, Herodes Ático fue exonerado de la responsabilidad por Marco Aurelio, su alumno, que se convertiría en emperador al año siguiente.